# Francesco Zabarella
Francesco Zabarella (Piove di Sacco, 10 de agosto de 1360 – Constança, 26 de setembro de 1417) foi um exegeta, jurista e pseudocardeal vêneto da Igreja Católica, que foi bispo de Florença, cuja obra foi fundamental para o fim do Grande Cisma do Ocidente.

## Biografia
Filho mais velho de Bartolomeo, conhecido como o Negro, originário de Piove di Sacco, e de possivelmente Laura da Prata, pois não se encontra confirmação documental ou historiográfica. A família, um tanto ramificada, era sem dúvida rica e gozava de sólido prestígio social.
Estudou na Universidade de Bolonha, onde teve Laurentius de Pinu, Andrea da San Gerolamo e Johannes de Legnano como professores; ele fez os exames de direito canônico em Bolonha em 1382 e então foi para a Universidade de Florença, onde obteve um doutorado em utroque iure, tanto em direito canônico como civil em 1385.
Iniciou sua carreira acadêmica e eclesiástica ao mesmo tempo, ainda em 1385. De acordo com um procedimento habitual, de fato, mesmo antes do doutorado foram confiados a ele os cursos canônicos menores (dedicados ao Liber Sextus e às Clementinas); neste mesmo ano tornou-se vigário do bispo Angelo Acciaiuoli e foi eleito pároco de S. Maria all'Impruneta. A eleição foi confirmada pelo Papa Urbano VI, também graças às cartas, enviadas em nome da República Florentina pelo chanceler Coluccio Salutati, que exaltavam sua cultura e suas virtudes morais. Foi eleito para a Diocese de Florença em 1386, mas a eleição não foi confirmada pelo Papa, provavelmente pela pouca idade.
Em 1391, passa a ser professor na Universidade de Pádua, mais próximo de sua terra natal. Em Pádua, como em Florença, gozava de um extraordinário apreço entre os seus alunos, entre os quais se encontravam personalidades destinadas por sua vez à cátedra, juristas práticos e clérigos provinciais, italianos e estrangeiros, assim como alguns jovens parentes, aos quais foi generoso hóspede e apoio nos estudos e na carreira eclesiástica. Deve-se mencionar entre seus alunos a Niccolò Tedeschi, que recebeu seu doutorado em 1411, Pietro e Giacomo Alvarotti, Prosdocimo Conti, Giovanni Francesco Capodilista, Giovanni Ubaldini, Pietro e Fantino Dandolo, bem como o holandês Arnold van Gheylhoven, o tirolês Heinrich Fleckel, o alemão Heinrich Neithart, Marino e Pietro Zabarella. Uma relação de discipulado, mas ainda mais de colaboração e amizade o ligou a Pier Paolo Vergerio, o Velho, com quem pode cultivar interesses humanísticos na literatura, a começar pelo venerado Francesco Petrarca, pela antiguidade e pela retórica clássica. Os dois foram co-autores do tratado De arte metrica e estavam juntos quando Zabarella escreveu (e dedicou ao amigo) os três livros De felicitate, preservados em uma única cópia, com base nos quais, em meados do século XVII, o descendente Giacomo Zabarella editou uma edição impressa.
Tendo já se tornado membro do Capítulo por alguns anos, em 18 de março de 1397 foi eleito arcipreste da catedral de Pádua por uma grande maioria, embora ainda não tivesse recebido ordens maiores, que parece nunca ter alcançado. Nessa qualidade, foi um promotor da cultura e da arte, sendo o patrono do compositor Johannes Ciconia. No final do mesmo ano de 1397, ele foi para Roma, onde em 15 de dezembro realizou uma longa repetitio canônica. Provavelmente foi o Papa Bonifácio IX quem o convocou, na esperança de obter uma opinião favorável sobre a questão do cisma que dilacerava a Igreja. Escreveu o livro De Schismatibus Auctoritate Temperatoris Tollendis.
O governo de Pádua o empregou repetidamente em missões diplomáticas e, no final de 1404, ele foi um dos dois embaixadores enviados ao rei Carlos VI da França para obter a ajuda deste último contra Veneza, que se preparava para anexar Pádua. Quando Pádua se tornou parte da República de Veneza em 1406, Zabarella tornou-se um defensor leal de Veneza. Em 1409 participou do Concílio de Pisa como conselheiro do legado veneziano.
Eleito bispo de Florença pelo Papa João XXIII de Pisa em 18 de julho de 1410, recebeu a ordenação episcopal em 15 de agosto seguinte, sem mais informações de local e sagrante; foi confirmado em 16 de setembro de 1410. Em 28 de dezembro de 1410, ele estava em Pádua e fez seu testamento. Nos primeiros meses de 1411, ele foi para Florença.
Em 6 de junho de 1411 João XXIII o criou cardeal, atribuindo o título de cardeal-diácono de Santos Cosme e Damião e na mesma oportunidade renunciou ao governo pastoral de Florença.
Em 14 de setembro de 1411, ele já estava em Roma. A partir de então, ele foi chamado de cardeal florentino. Participou do Concílio de Roma em 1413. Nomeado legado com o pseudocardeal Antoine de Challant, ele deixou a Cúria em 6 de setembro de 1413 para a Germânia para se juntar ao rei Sigismundo. Em 29 de março de 1414, ele é mencionado como camareiro papal. Participou do Concílio de Constança, em que teve um papel importante, sendo um defensor da teoria conciliarista; ele abandonou o Antipapa João XXIII porque não queria se submeter ao concílio.
Com um trabalho diplomático muito intenso, realizado não sem contrastes e tensões nos anos seguintes, ele foi, sem dúvida, um dos arquitetos das resoluções e decretos que levaram, em 11 de novembro de 1417, à eleição papal de Oddone Colonna, com o nome de Martinho V. Ele morreu em Constança no domingo, 26 de setembro de 1417, sem poder colher os frutos de sua dedicação, que segundo alguns testemunhos poderia até tê-lo levado ao trono papal. Durante o funeral solene, Poggio Bracciolini foi encarregado de pronunciar seu elogio fúnebre. Outros foram escritos por Francesco Barbaro, Pietro Paolo Vergerio, Pietro Donato e Gasparino Barzizza. O corpo foi então transferido para a Catedral de Pádua, onde seus sobrinhos mandaram erguer um rico monumento.

## Obras

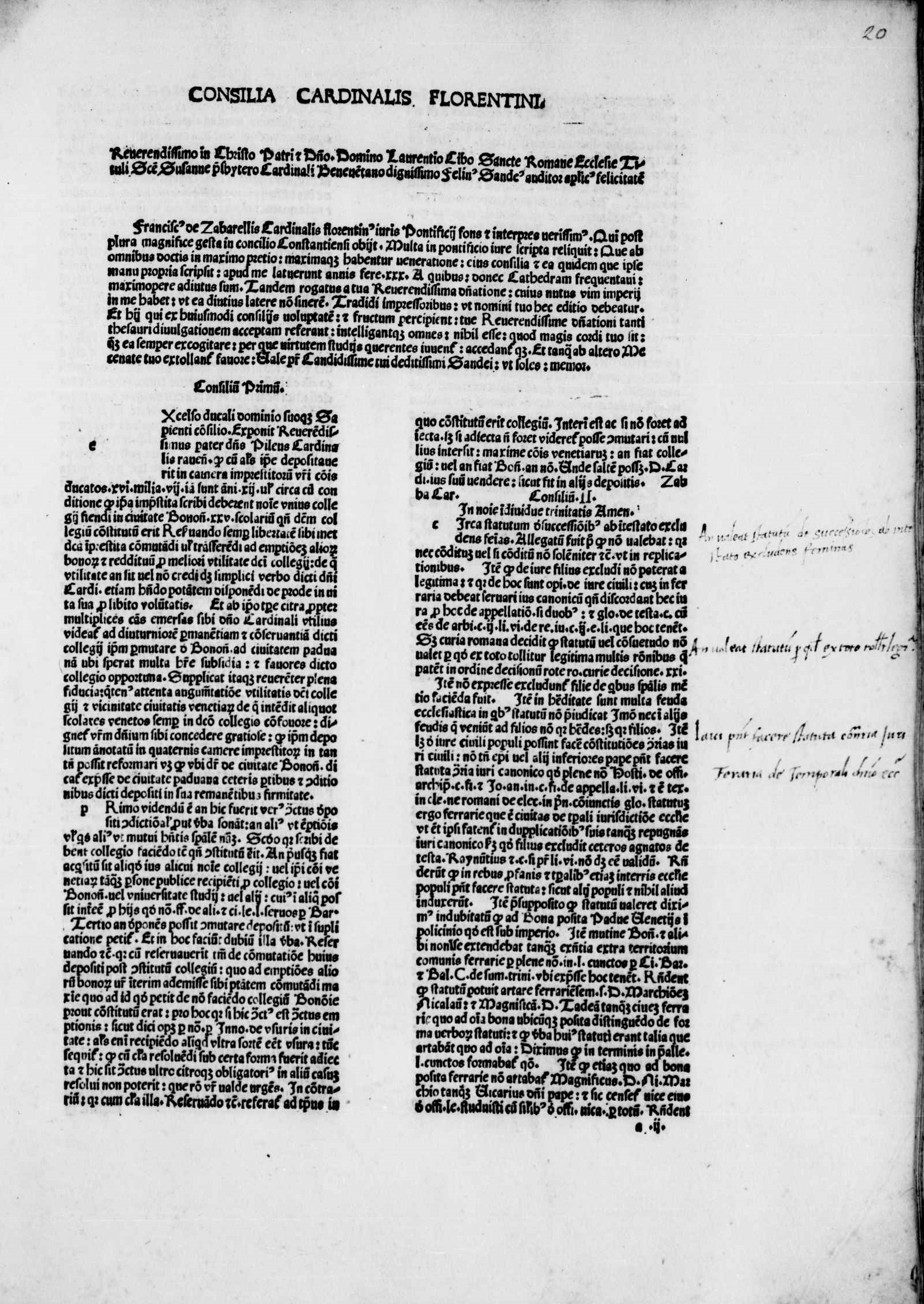
Consilia, edição de 1490.

- De schismate ou De Schismatibus Auctoritate Temperatoris Tollendis, tratado sobre política eclesiástica com indicações para o fim do cisma, publicado postumamente em Estrasburgo em 1515.
- Lectura super Clementinis, texto de direito canônico (Nápoles, 1471)
- Commentarius in libros Decretalium
- Consilia juris
  - Consilia (em latim). Pescia: Tipografo dell'Antonio da Cannara. 1490
- De felicitate libri III
- De arte metrica
- De natura rerum diversarum
- De corpore Christi
- Commentaria in quinque libros decretalium
  - Commentaria in quinque libros decretalium (em latim). 1. Lyon: Claude Servain. 1558
  - Commentaria in quinque libros decretalium (em latim). 2. Lyon: Thomas Bertheau. 1558
  - Commentaria in quinque libros decretalium (em latim). 3. Lyon: [s.n.] 1557
  - Commentaria in quinque libros decretalium (em latim). 4. Lyon: [s.n.] 1558
  - Commentaria in quinque libros decretalium (em latim). 5. Lyon: [s.n.] 1558
- Commentarium in Clementinas
- Repetitiones